# Spazio 1999
Spazio 1999 (Space: 1999) è una serie televisiva britannica di fantascienza ideata nel 1973 da Gerry e Sylvia Anderson e originariamente trasmessa dal 1975 al 1977. Narra l'odissea dei membri di una colonia lunare, alla deriva nello spazio in seguito all'allontanamento del nostro satellite dall'orbita terrestre. La prima stagione di questa serie fu l'ultima collaborazione fra gli Anderson e la più costosa fino ad allora realizzata per la televisione britannica. La seconda stagione fu invece frutto della collaborazione di Gerry Anderson con il produttore americano Fred Freiberger.

## Trama
9 settembre 1999 - John Robert Koenig assume il comando della base lunare Alpha (Alfa, nella versione italiana), un'installazione scientifica permanente collocata nel cratere Plato. Sul lato invisibile della Luna vi è da tempo un deposito di scorie nucleari diretto e monitorato dalla base Alfa. Il compito di Koenig è di approntare una spedizione esplorativa del misterioso pianeta Meta, di recente scoperta, che potrebbe ospitare la vita. Nel frattempo degli incidenti e dei decessi inspiegabili colpiscono gli addetti a un deposito di scorie nucleari nonché gli astronauti candidati alla missione.
Ben presto, si rileva un repentino aumento del campo magnetico generato dalle stesse scorie e, nonostante il tentativo disperato di evacuare i depositi, il 13 settembre si innesca un'esplosione di incredibile violenza, tale da provocare l'uscita della Luna dall'orbita terrestre. Inizia così per gli sventurati l'odissea nel cosmo, mentre eventi catastrofici colpiscono la Terra privata del suo satellite. Gli uomini della base lunare Alfa vengono in contatto nel loro peregrinare con civiltà aliene (ora ostili, ora amichevoli) e forme di vita insolite, che li inducono sovente a una riflessione filosofica sul senso ultimo della vita.

## Episodi
| Stagione         | Episodi | Prima TV UK | Prima TV Italia |
| ---------------- | ------- | ----------- | --------------- |
| Prima stagione   | 24      | 1975-1976   | 1976-1977       |
| Seconda stagione | 24      | 1976-1977   | 1979-1980       |

## Personaggi e interpreti
- John Koenig (stagioni 1-2), interpretato da Martin Landau, doppiato in italiano da Michele Kalamera.[3]
Comandante della base lunare Alpha, astrofisico, americano, membro dell'Amministrazione Spaziale Internazionale. Pochi giorni prima della catastrofe subentra al suo predecessore, il russo Anton Gorskij, allontanato per scelta politica dall'Amministrazione.
- Helen Russell (Helena Russel nella versione originale, stagioni 1-2), interpretata da Barbara Bain, doppiata in italiano da Laura Rizzoli e Lucia Catullo.[3]
È una dottoressa statunitense, capo dello staff medico. Lei e il comandante non nascondono una certa attrazione reciproca.
- Victor Bergman (stagione 1), interpretato da Barry Morse, doppiato in italiano da Giuseppe Fortis.[3]
Professore britannico, presente solo nella prima stagione, è un ricercatore puro e geniale, direttore del dipartimento scientifico della base lunare.
- Paul Morrow (stagione 1), interpretato da Prentis Hancock, doppiato in italiano da Carlo Valli e Gianni Giuliano.[3]
Britannico di natali scozzesi, è il vicecomandante della base e addetto alle telecomunicazioni. E' presente solo nella prima stagione.
- Alan Carter (stagioni 1-2), interpretato da Nick Tate, doppiato in italiano da Sergio Di Stefano.[3]
Australiano, è il comandante della flotta di Aquila. Al momento dell'esplosione si trova in volo tra la Terra e la Luna e sceglie di seguire la sorte dei suoi compagni. In una prima stesura avrebbe dovuto interpretare un personaggio italiano, Alfonso Cattani, ma il suo forte accento originale ha indotto la scelta per un personaggio australiano.
- Sandra Benes (stagioni 1-2), interpretata da Zienia Merton, doppiata in italiano da Anna Leonardi (stagione 2).[3]
Tecnico informatico. Dapprima legata sentimentalmente con il pilota Mike Ryan, morto per un impatto su un buco nero, poi con Paul Morrow. Attrice britannica di sangue birmano, avrebbe dovuto interpretare un personaggio italiano di nome Sandra Sabatini.
- David Kano (stagione 1), interpretato da Clifton Jones, doppiato in italiano da Giulio Platone.[3]
Nigeriano, ingegnere informatico. Omonimo di una città del suo paese natale, subentra al suo connazionale Ouma, che appare nel primo episodio Separazione, il cui interprete fu allontanato per dispute contrattuali.
- Maya (stagione 2), interpretata da Catherine Schell, doppiata in italiano da Noemi Gifuni.[3]
Aliena, ultima superstite di un pianeta distrutto. Subentra nella seconda stagione alla figura del professor Bergman. Maya diviene parte dell'equipaggio sfruttando appieno la sua caratteristica di mutaforma, capace di assumere le più disparate sembianze di forme di vita, per venire spesso in soccorso degli altri protagonisti. L'attrice Catherine Schell era già apparsa nell'episodio della prima stagione Il pianeta incantato, interpretando un altro personaggio.
- Tony Verdeschi (stagione 2), interpretato da Tony Anholt, doppiato in italiano da Gianni Giuliano.[3]
Italiano, nato a Firenze[N 1], è il vicecomandante della base lunare e ha una relazione sentimentale con Maya.

## Produzione

### Preproduzione
Nel 1972, Sir Lew Grade, capo della ITC Entertainment, propose di finanziare una seconda stagione della serie UFO ai coniugi Gerry e Sylvia Anderson. La nuova serie sarebbe stata ambientata principalmente sulla Luna, nei dintorni di una SHADO Moonbase ampliata, infatti gli indici di ascolto indicavano che gli episodi incentrati sulla Luna si erano rivelati i più apprezzati dal pubblico. 
Tuttavia, verso la fine della sua programmazione, UFO sperimentò un calo negli ascolti e così i dirigenti dell'ITC iniziarono a mettere in discussione la fattibilità finanziaria della nuova serie e venne meno il supporto per il progetto. Nel frattempo, lo scenografo Keith Wilson e il dipartimento artistico avevano fatto notevoli progressi nell'immaginare l'aspetto e il design della nuova serie. Il loro lavoro fu quindi accantonato per una possibile nuova serie. 
Gli Anderson rielaborarono UFO con una nuova premessa: il comandante Steven Maddox avrebbe controllato le forze di difesa della Terra, da Moon City, un'installazione sulla Luna. Nell'episodio pilota, una razza aliena utilizza un raggio per ridurre a zero l'influenza gravitazionale della Luna, mandandola fuori dall'orbita nello spazio profondo. 
Il progetto andò avanti, cambiando però la storia e i personaggi, con una partnership formata dagli Anderson e dal dirigente di produzione Reg Hill. ITC Entertainment e l'emittente televisiva italiana Rai avrebbero dovuto fornire i finanziamenti. Le star principali sarebbero stati gli attori Martin Landau e Barbara Bain, che all'epoca erano sposati ed erano reduci dal successo nella popolare serie di spionaggio Missione impossibile . Per attrarre il mercato televisivo statunitense e vendere la serie alle principali reti locali, i due attori furono scelti su insistenza di Lew Grade nonostante le obiezioni di Sylvia Anderson, che voleva attori britannici.

### Produzione
I coniugi Anderson realizzarono la prima stagione tra la fine del 1973 e l'inizio del 1975, nei teatri di posa L e M dei Pinewood Studios. Il loro divorzio e la ricerca di capitale statunitense per la continuazione della serie, portò Anderson alla discussa collaborazione con il produttore statunitense Fred Freiberger, già produttore della terza stagione della serie classica Star Trek. Fred Freiberger introdusse delle novità nella nuova stagione con l'aggiunta di un personaggio alieno nella Base Lunare Alpha, di nome Maya. Egli inoltre enfatizzò l'azione nelle storie, escludendo i temi metafisici esplorati nella prima stagione. Inoltre fu inserito maggiore umorismo nelle storie che però appariva come un qualcosa di totalmente fuori luogo agli spettatori - come ad esempio quando, alla conclusione di un episodio, gli Alphani si mostrano allegri e spensierati nonostante gli eventi tragici avvenuti durante l'episodio stesso.
Il cambio di produzione tra le due stagioni è abbastanza evidente sotto molti aspetti, cominciando dalle location, in particolare della sala comando, che nella prima serie era molto ampia, con un soppalco e finestre da cui si scorgeva la superficie lunare, divenuta molto più piccola e più simile alla sala comandi di un'astronave. Le uniformi furono modificate e vennero aggiunte cuciture decorative, girocolli, distintivi e toppe. Apparvero anche giacche rosse, blu e verdi indossate sopra le uniformi, I personaggi femminili tendevano a indossare gonne piuttosto che i pantaloni usati nella prima stagione. L'aspetto più evidente è tuttavia la scomparsa di alcuni protagonisti della prima stagione e la comparsa di nuovi personaggi mai visti prima, senza che di ciò venisse fornita alcuna spiegazione. 
Altri cambiamenti includevano i titoli principali e la colonna sonora. Il montaggio iniziale nella sigla della prima stagione era composto con brevi filmati degli eventi occorsi nel primo episodio Separazione. Questo incipit fu eliminato in favore di una sequenza di effetti speciali che raffigurava la Luna che veniva lanciata fuori dall'orbita nello spazio.
Era in progetto una terza stagione, ma a causa della caduta dell'indice di gradimento, unita a un disinteresse degli sponsor e della distribuzione, la serie si interruppe con l'episodio: I dorconiani. Inoltre alcuni membri del cast si dicevano delusi dalle sceneggiature, in particolare Martin Landau.  Tony Anholt rivelò anche che "più il cast si lamentava dei difetti di una sceneggiatura, più Freiberger diventava intrattabile e inflessibile".

### Effetti speciali
La produzione degli effetti speciali fu molto accurata per l'epoca, vennero utilizzate soluzioni di alto livello nella progettazione delle Aquila e nell'arredamento futuristico degli interni. Il direttore degli effetti speciali, Brian Johnson, e buona parte del suo team, avevano già collaborato in 2001: Odissea nello spazio e continuarono per i film Alien e L'Impero colpisce ancora. I veicoli dello show, tra cui le Aquila, erano rappresentati con un mix di oggetti di scena a grandezza naturale, ingrandimenti fotografici e modelli in scala dettagliati con grande accuratezza.
Invece di affidarsi al costoso e dispendioso processo del Chroma key, così come avvenuto in Star Trek, il team dei Johnson spesso impiegava una tecnica che risaliva ai primi tempi degli effetti speciali: astronavi e pianeti venivano filmati su sfondi neri, con la cinepresa (la serie era girata in 16mm) che veniva riavvolta per ogni elemento successivo, finché i vari elementi non si sovrapponevano, Il vantaggio era che tutti gli elementi venivano registrati sul negativo originale, al contrario del chroma key, e inoltre il negativo conteneva effetti completi, con ulteriori risparmi sul budget. Lo svantaggio era che il numero di angolazioni possibili era limitato.

## Colonna sonora
La colonna sonora principale, compresi i titoli di apertura e chiusura della prima stagione, furono composti da Vic Elmes e Barry Gray, che già aveva composto le musiche di Thunderbirds, UFO e molte altre serie degli Anderson. Altre musiche furono composte da Ennio Morricone per la versione cinematografica italiana. 
La colonna sonora della seconda stagione fu invece composta da Derek Wadsworth, poiché il produttore statunitense Fred Freiberger voleva una colonna sonora più "travolgente e bruciante" per il suo nuovo format di azione e avventura.
La seconda stagione è stata trasmessa dalla Rai con una sigla finale composta da Guido e Maurizio De Angelis, dal titolo S.O.S. Spazio 1999. La canzone era stata precedentemente registrata in inglese con il titolo Miss Robot. Tale versione è presente nei film Pari e dispari e Lo chiamavano Bulldozer, entrambi interpretati da Bud Spencer.

## Distribuzione
La serie fu trasmessa in Gran Bretagna e negli Stati Uniti dal 1975, facendo seguito all'episodio pilota, anche se questo episodio era già stato realizzato nel 1973. In entrambi i casi non vi furono network a trasmettere la serie, ma venne trasmessa in syndication, ragion per cui non fu mai messa in onda in contemporanea sui rispettivi territori nazionali.
La serie venne trasmessa fuori dal Regno Unito a partire dal 1976. In Francia è conosciuta come Cosmos: 1999; in Danimarca come Månebase Alpha; in Portogallo e Brasile come Espaço: 1999; in Germania Occidentale come Mondbasis Alpha 1; in Spagna come Espacio: 1999; in Svezia come Månbas Alpha 1999; in Polonia come Kosmos 1999; in Finlandia la serie uscì col titolo di Avaruusasema Alfa e in Argentina e Cile come Cosmos 1999. Esiste anche una versione doppiata in afrikaans per il mercato sudafrica intitolata Alpha 1999.

### Edizione italiana
L'edizione italiana fu anticipata di un anno da un'omonima trasposizione cinematografica, che montava gli episodi Separazione, Gli occhi di Tritone e Un altro tempo un altro luogo, con musiche di Ennio Morricone. Alla regia è accreditato il solo Lee H. Katzin, regista del primo dei tre episodi utilizzati. Al contempo Spazio 1999 divenne familiare ai giovanissimi attraverso libri illustrati e le immagini delle copertine di quaderni scolastici.
I primi sei episodi della prima stagione furono trasmessi dall'allora Secondo Programma della Rai, a partire da sabato 31 gennaio 1976, con cadenza settimanale nella seconda fascia serale. I seguenti sei a partire da luglio, di giovedì in prima serata, e gli ultimi dodici nell'autunno seguente, la domenica nel tardo pomeriggio, tra L'altra domenica e il telegiornale serale. La seconda stagione fu trasmessa sul Primo Programma in fascia preserale a partire dalla primavera 1979, dividendo ciascun episodio in due serate. L'ordine di trasmissione degli episodi fu quasi aderente a quello di produzione, con piccole variazioni, terminando infatti con Attenti ai terrestri.
Le serie venne replicata nel 1988 da Rai 3 e nuovamente nel 1994 e nel 1996. Dal 2000 da Jimmy, mentre, da agosto 2007 la Rai ha proposto sul proprio sito internet alcuni degli episodi della prima stagione in ordine cronologico. Nell'estate del 2012 la serie viene ritrasmessa su Rai 2 in fascia notturna e su Fox Retro, nel mese di ottobre. La trasmissione televisiva della serie sui canali Rai avvenne con i nastri video originali non restaurati degli anni settanta mentre, su tutte le altre, sono state adottate versioni restaurate.
Rai Teche in collaborazione con ITV ha curato la riedizione della prima stagione della serie e dal 30 ottobre 2022 è possibile guardarla in versione restaurata in HD, in lingua italiana e inglese, sulla piattaforma RaiPlay. La presentazione della riedizione è avvenuta al Lucca Comics & Games il 29 ottobre 2022 con la proiezione della prima puntata Separazione.

## Film di montaggio
Sono stati realizzati in tutto cinque film di montaggio, accorpando più episodi della serie, il primo distribuito nei cinema, i successivi come film per la televisione.

### Cinema
- Spazio 1999 (Space: 1999), regia di Lee H. Katzin (1975)
Composto dagli episodi Separazione, Gli occhi di Tritone e Un altro tempo un altro luogo

### Televisione
- Destinazione: base lunare Alpha (Destination Moonbase-Alpha), regia di Tom Clegg - film TV (1978)
Composto dall'episodio Attenti ai terrestri e da parte di Separazione, Psycon, Golos e Il cervello spaziale, lungometraggio promosso dalla ITC Entertainment sull'onda del successo di Guerre stellari
- Attacco Alieno (Alien Attack), regia di Charles Crichton, Lee H. Katzin e Bill Lenny - film TV (1979)
Composto dagli episodi Separazione e Mondo proibito, e da sequenze tratte da Sole nero, Gli amanti dello spazio, Il cervello spaziale e Attenti ai terrestri
- Cosmic Princess, regia di Charles Crichton e Peter Medak - film TV (1982)
Composto dagli episodi Psycon e I naufraghi, e da una breve sequenza tratta da Separazione
- Oltre lo spazio tempo (Journey Through the Black Sun), regia di Ray Austin e Lee H. Katzin - film TV (1982)
Composto dagli episodi Sole nero e Rotta di collisione, e da alcune brevi sequenze da Magus.

## Finale alternativo
Un finale alternativo di Spazio 1999, mai realizzato, avrebbe dovuto intitolarsi Children of the Gods. In questo episodio, in un futuro XXIV secolo, i discendenti degli alphani si stabiliscono su un nuovo pianeta e da lì iniziano a colonizzare altri mondi. Una civiltà aliena più avanzata sorveglia questa espansione e, per sondare la natura di questi discendenti della razza umana, rapisce due bambini, li dota dei loro poteri e lascia che essi si sviluppino secondo i propri naturali istinti. Li rimanda, poi, indietro nel tempo al XXI secolo su Alpha, dove dimostrano di possedere una natura perfida (cosa che mette in grave pericolo la sopravvivenza della comunità alphana) alternata a una generosa, enfatizzate dai poteri di cui dispongono. Il comandante Koenig riesce a scoprire che i bambini sono in realtà dei loro discendenti e oggetto di un esperimento che la civiltà aliena sta conducendo sugli umani: se i bambini distruggeranno la vita sulla base lunare, gli alphani non avranno discendenza, dimostrando che la razza umana non merita di sopravvivere. Un inaspettato atto di sacrificio da parte di uno dei due bambini convince l'osservatore alieno che nella razza umana si può trovare qualcosa di buono: gli alieni lasceranno che gli Alphani crescano e si espandano, preludendo a un futuro contatto tra umani e alieni e a una loro pacifica convivenza.

## Sequel
Il 13 settembre 1999, data della presunta catastrofe lunare, si tenne a Los Angeles una convention rievocativa chiamata Breakaway, titolo del primissimo episodio, con annessa proiezione del cortometraggio Message from Moonbase Alpha, proposto in Italia attraverso la raccolta della serie in DVD, scritto da Johnny Byrne, uno dei più prolifici sceneggiatori della serie originale, e prodotto dai fan del club Fanderson. Zienia Merton ritorna dopo ventitré anni nei panni dell'analista dati Sandra Benes, in un ultimo e accorato messaggio di saluto alla Terra, riportando come gli alphani siano costretti a trasferirsi definitivamente su un pianeta ribattezzato Terra Alpha.
Le riprese furono effettuate il 29 agosto 1999 in un set allestito nel garage della casa di un fan in Gran Bretagna, ricostruendo fedelmente il pannello principale della sala operativa, caratterizzato dal celebre monitor, e avvalendosi di alcune elaborazioni digitali per le immagini delle Aquila nello spazio. Originariamente il cortometraggio avrebbe dovuto costituire il germe di un futuro sequel della serie, ambientato sul nuovo pianeta venticinque anni dopo il messaggio, con un cast composto dalla discendenza dei personaggi originali. Il progetto è però stato abbandonato e il monologo di Sandra viene considerato l'epilogo della serie Spazio 1999.

## Merchandising
- Di tutta la serie e delle rispettive stagioni, furono editi due album di figurine dalla Panini.
- La casa editrice AMZ commercializzò una serie di libri illustrati con la narrazione degli episodi e delle immagini di bassa qualità, stampate dalle pellicole 16 millimetri anziché da foto di scena, dodici volumi per la prima stagione e quattro per la seconda. I volumi sono:
  - Il distacco
  - I naufraghi dello spazio
  - I pirati della galassie
  - Verso il tremila
  - I giustizieri del cosmo
  - Al di là del tempo
  - L'ultimo tramonto
  - Gli eredi del passato
  - Guerra nel cosmo
  - I giorni del terrore
  - Gli esploratori dell'eternità
  - La grande dominatrice
  - Gli alieni dai mille volti
  - Gli stregoni del cosmo
  - Il ritorno degli ibernati
  - Rapimento nello spazio
- Nel 1976, la Clementoni mise in commercio un gioco da tavolo ispirato alla serie, con tanto di astronavi Aquila in miniatura, la Luna che cambia posizione nel cosmo e addirittura un rudimentale computer con scheda perforata.
- La ditta di giocattoli britannica Dinky Toys, già nota per aver prodotto i modellini della serie Star Trek e UFO, mise in commercio un modellino in metallo dell'Aquila al prezzo di 8 000 Lire di allora.
- La casa di modellismo Airfix propose delle scatole di montaggio delle Aquila e delle astronavi da combattimento Falcon, apparse nell'episodio Mondo proibito.
- Nel 1976 la ditta di giocattoli statunitense Mego Corporation produsse nella propria linea di action figure da 8 pollici (200 mm) una serie dedicata a Spazio 1999, distribuita dalla Palitoy nel Regno Unito.[12] La serie comprendeva i personaggi: Capitano Koenig, Alan Carter, Paul Morrow, Capitano Zantor e un Misterioso Alieno (in inglese Mysterious Alien).[12] La linea è stata riprodotta dalla Classic TV Toys con l'aggiunta di numerosi altri personaggi principali assenti nella linea originale, tra cui il Professor Bergman e Maya.[13]

## Incongruenze
Lo scienziato e scrittore Isaac Asimov avanzò ironicamente alcune critiche alle implausibilità scientifiche presenti nella serie in un articolo apparso su The New York Times nel settembre del 1975:
- una detonazione tale da scardinare la Luna dall'orbita terrestre frantumerebbe il satellite stesso causando un'incredibile pioggia di detriti sulla Terra;
- un universo popolato di sistemi tale da rendere praticabile tale viaggio sarebbe incandescente, data l'eccessiva vicinanza delle stelle. Per ovviare a questa obiezione, gli sceneggiatori fecero spesso ricorso a vari agenti di curvatura spaziale - come ad esempio il buco nero dell'episodio Sole nero - onde rendere plausibile un trasferimento verso altre zone dello spazio, spesso con esiti drammatici;
- pur elogiando il soggetto e la qualità della serie, terminava l'articolo posticipando di almeno mezzo secolo l'ipotesi di una colonia lunare permanente.

A proposito della detonazione che spinse la Luna fuori dalla sua orbita terrestre, lo scrittore Harlan Ellison osservò che tale esplosione sul lato invisibile della Luna, opposto alla Terra, l'avrebbe spinta contro il nostro pianeta, anziché lanciarla nello spazio.